# Front Unit Bengalí d'Alliberament
El Front Unit Bengalí d'Alliberament (United Bengali Liberation Front, UBLF) es va fundar l'octubre de 1999 amb l'objectiu de protegir la població bengalina de Tripura dels tribals i les seves organitzacions armades.
Va fer algunes matances de tribals. Els seus líders actuals són Biplab Das i Bijon Basu i el seu modus operandi és típicament terrorista actuant en petits comandos i operant bombes a distància.
Fou prohibit sota la llei índia anomenada Prevention of Terrorism Act, 2002 però continua actiu.